# Jacob Derk van Heeckeren Beverweerd
Jacob Derk Anne Borchard van Heeckeren Beverweerd (Zutphen, 30 novembre 1791 – Vienna, 28 settembre 1884) è stato un diplomatico olandese.
Nel 1836 divenne padre adottivo di Georges Charles D'Anthès (1812-1895), l'alsaziano chevalier de garde dell'esercito russo che l'anno successivo ferì a morte in duello Aleksandr Sergeevič Puškin.

## Biografia

### I primi anni e l'arrivo a Pietroburgo
Il barone Jacob van Heeckeren nacque a Zutphen, nella Gheldria, in una delle più antiche famiglie dell'aristocrazia olandese, figlio del barone Frederik Chloese van Heeckeren e della contessa Henriëtte Johanna Suzanna Maria van Nassau. Pur discendendo da avi fedeli alla confessione protestante, subì in gioventù l'influsso del duca Alexandre de Rohan-Chabot, e si convertì al cattolicesimo. A quattordici anni entrò nella Marina, rimanendovi fino al 1815, quando abbracciò la carriera diplomatica.
Nel 1823 il barone si trasferì a Pietroburgo come incaricato d'affari, per diventare tre anni più tardi ambasciatore dei Paesi Bassi. In Russia Jacob non aveva tardato a ergersi a protagonista della fervente vita mondana del tempo, entrando in contatto con le personalità più influenti che gravitavano attorno allo zar Nicola I. Van Heeckeren abitava nella Prospettiva Nevskij, in una casa ricolma di quadri, sculture e mobili antichi che denotano la passione del proprietario per il collezionismo e l'antiquaria. I documenti dell'epoca sono concordi nel tracciarne un profilo di uomo colto e spiritoso, ma al tempo stesso freddo, calcolatore e corrotto.
La contessa Sof'ja Bobrinskaja scrisse che «raccontava gli aneddoti più spassosi e faceva ridere di cuore», ed era «causant et amusant», ci ricorda Dolly Ficquelmont, sposa del conte Karl Ludwig von Ficquelmont (ambasciatore d'Austria dal 1829) e animatrice di uno dei principali salotti della città. Al tempo stesso, però, era un «uomo cattivo, egoista, a cui tutti i mezzi sembravano leciti per raggiungere il proprio fine», con fama di malalingua e assai duramente giudicato dalla stessa Ficquelmont.

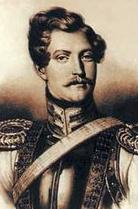
Georges Charles D'Anthès

### L'incontro con Georges D'Anthès
Non è stata storicamente accertata la data in cui conobbe Georges D'Anthès, fuggito dalla Francia dopo aver frequentato l'Accademia di Saint-Cyr e desideroso di fare carriera in ambito militare. Vi sono due diverse versioni, e la concreta possibilità che nessuna delle due risponda al vero. Secondo quanto narrò molti anni più tardi Aleksandra Petrovna Arapova, il giovane si sarebbe gravemente ammalato nel tragitto dalla Prussia alla terra di Nicola I. Mentre giaceva in pessime condizioni presso una locanda tedesca sarebbe sopraggiunto, in seguito a un guasto occorso alla carrozza, proprio il barone. Questi, venuto a conoscenza della presenza del ragazzo nell'ostello, lo volle visitare e, scapolo e senza figli, se ne intenerì, curandolo e prendendolo sotto la sua protezione.
La credibilità del resoconto è tuttavia inficiata dal fatto che la Arapova, figlia di Natal'ja Nikolaevna Gončarova (moglie di Puškin e oggetto della disputa che portò al duello con D'Anthès) e del secondo marito Pëtr Lanskoj, scriveva nel tentativo di rivalutare la figura materna, ritenuta la causa della morte del maggior poeta nazionale.
Esaminando invece gli scritti del nipote di Georges, Louis Metman, emerge come il primo incontro tra il giovane e il futuro padre adottivo risalga a quando il primo già si trovava a Pietroburgo.
Sulle sponde del Baltico van Heeckeren aiutò finanziariamente il suo pupillo, e lo raccomandò affinché fosse ammesso nella Guardia Nazionale. Negli anni in cui fu ambasciatore, il barone, pur in mezzo agli intrighi di cui si è detto, si mostrò fedele al proprio re, e godette della sua piena fiducia. Nel 1835 si ammalò di colera e sfuggì alla morte, ma i medici gli imposero di lasciare la Russia in cerca di un clima più mite. Fu così che nel mese di maggio, accompagnato dal ragazzo e da alcuni dignitari, prese la via di Kronštadt, dove si imbarcò per Baden-Baden.

### Il carteggio tra Jacob e Georges
Sentendosi minacciato dalle proprie condizioni di salute, ma evidentemente anche animato da amore sincero per il chevalier de garde che aveva tanto aiutato, decise di adottarlo quanto prima, di dargli il suo nome e tutta l'eredità. Per questo, venuto a conoscenza del fatto che il padre di D'Anthès, Joseph Conrad, si trovava negli stessi giorni nella località termale tedesca, si risolse a esporgli la situazione, ricevendo il consenso sperato, come emerge da una lettera inviata da D'Anthès a Heeckeren poco tempo dopo.
La legge olandese proibiva al tempo l'adozione a chi non avesse ancora compiuto i cinquant'anni, ma Jacob non si perse d'animo, pago innanzitutto di avere trovato in Georges un affetto divenutogli indispensabile. Conscio dell'influenza che poteva vantare sul re, riuscì ad anticipare i tempi e ad ottenere l'adozione nel 1836.
Risiedeva principalmente a Parigi, da dove inviava a D'Anthès il denaro necessario per saldare vecchi debiti e godere anche del superfluo nel soggiorno pietroburghese. Il carteggio tra i due rivela un "padre" estremamente affettuoso e apprensivo, mentre il giovane si mostra più lucido, più freddo e distaccato, interessato maggiormente a raccontare i pettegolezzi di cui si nutriva quotidianamente l'alta società che frequentava. Le numerosissime missive erano andate perdute per oltre un secolo e mezzo, finché nel 1989 furono ritrovate in una polverosa soffitta del XVIème Arrondissement parigino.
Sempre nel 1835 il ragazzo aveva contratto una pleurite che lo aveva costretto a letto per diversi giorni. Di complessione fragile e poco resistente al rigido clima pietroburghese, D'Anthès avrebbe rischiato la vita in quello che fu definito come l'inverno russo più freddo dai tempi della campagna napoleonica, se il barone non gli avesse fornito l'occorrente per procurarsi le costose camiciole di flanella che lo misero al riparo dalle gelide temperature.
Questo attaccamento per certi versi eccessivo ha alimentato in seguito delle teorie la cui autenticità rimane tutta da dimostrare. Secondo il principe Aleksandr Vasil'evič Trubeckoj, allora capitano in seconda del reggimento dei Cavalieri della Guardia, Georges «ne combinava di tutti i colori, cose innocenti e tipiche della gioventù, a parte una di cui peraltro venimmo a sapere molto più tardi. Non saprei come dire: era l'amante di Heeckeren, o Heeckeren era il suo amante». Tuttavia, il fatto stesso che la rivelazione avvenisse molti anni dopo dovrebbe destare sospetti, e va inoltre segnalato come il barone non si mostrasse minimamente dispiaciuto quando il giovane lo rendeva partecipe delle fugaci relazioni che intratteneva con donne sposate.

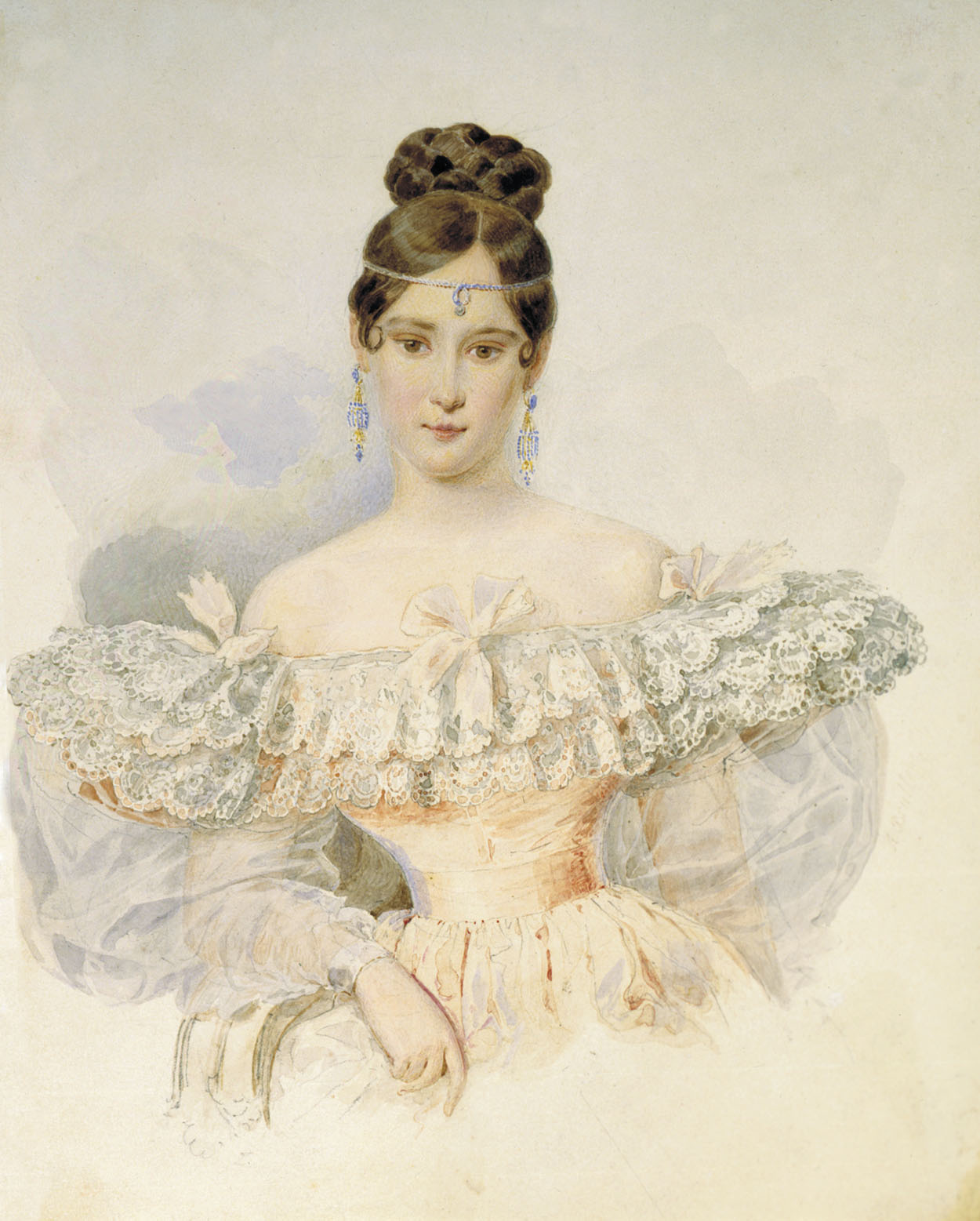
A. Brjullov: Natal'ja Gončarova

Il 20 gennaio 1836 tuttavia i toni del figlio adottivo cambiano: questa volta pare trattarsi di una cosa seria. Di sicuro sarà fatale. «Quello che è peggio di tutto è che sono innamorato pazzo! Sì, pazzo, perché non so più dove sbattere la testa, non ti farò il nome di lei perché una lettera può andar persa, ma ricordati la più deliziosa creatura di Pietroburgo e saprai come si chiama», scrisse, affermando di essere corrisposto ma di non poterla vedere spesso a causa della gelosia del marito. La più bella donna di Pietroburgo, colei che faceva strage di cuori alle feste e ai ricevimenti, che sembrava «un Poema», mentre in confronto la contessa Emilija Karlovna Musina-Puškina pareva «un Dizionario», aveva fatto colpo anche su D'Anthès. Si trattava di Natal'ja Nikolaevna Gončarova, moglie di Aleksandr Sergeevič Puškin, il più celebre poeta di Russia.
Nei mesi seguenti il carteggio registrò un profluvio di espressioni che manifestavano in modo esasperato e spesso patetico l'amore del giovane per la donna e il virtuoso rifiuto di Natal'ja che, pur amando il francese, decide di rimanere fedele al marito. Il barone cercava di riportarlo alla realtà e gli consigliava di non vederla né parlarle. Con un'apprensione più simile a quella di un padre che a quella di un amante, lo spronò anche a passare un periodo in campagna, per rimettersi dalle pene amorose e stare lontano dalla donna che, stando alle missive di Georges, tanta sofferenza gli aveva procurato.
Il giovane accoglieva i premurosi consigli, ma cambiava continuamente atteggiamento, ora reputandosi incapace di vivere senza di lei, ora in grado di tenerla a distanza e rinunciare alla realizzazione concreta del loro amore, trasformando la passione in ammirazione. Naturalmente si scusava con Jacob, se sembrava trascurarlo, invitandolo a considerare che «tu sarai per sempre, mentre invece lei il tempo si incaricherà di cambiarla», e mostrando impazienza per il suo ritorno.
Rimessosi in salute, dopo aver peregrinato per Francia e Germania (aveva pensato di acquistare una tenuta a Friburgo, dove potere in futuro abitare con il figlio e un'ancora ipotetica ma desiderata nuora), il 13 maggio il barone arrivò a Kronštadt, a bordo del piroscafo Aleksandra, «carico di doni, racconti e amore», e tornò al suo ruolo di ambasciatore, mantenendo la carica fino al 1837.
Negli ultimi quarantadue anni della propria vita, dal 1842 al 1884, fu ambasciatore dei Paesi Bassi a Vienna.